# Carlos Arce Macías
Carlos Francisco Arce Macías (Guanajuato, México; 30 de mayo de 1955) es un abogado y político mexicano afiliado al Partido Acción Nacional. Fue subsecretario de Economía en el sexenio de Felipe Calderón Hinojosa, titular de la Procuraduría Federal del Consumidor y director de la Comisión Federal de Mejora Regulatoria (Cofemer) en la administración durante el periodo de Vicente Fox Quesada como presidente de los Estados Unidos Mexicanos, diputado federal a la LVII Legislatura, diputado estatal en Guanajuato en la LV Legislatura, Oficial Mayor de la Presidencia Municipal de Guanajuato, regidor del ayuntamiento de Guanajuato, subjefe en la Dirección de Egresos de la Tesorería del Estado CC y director ejecutivo de la Asociación Mexicana de Municipios (AMMAC). 